# Grito de Ipiranga

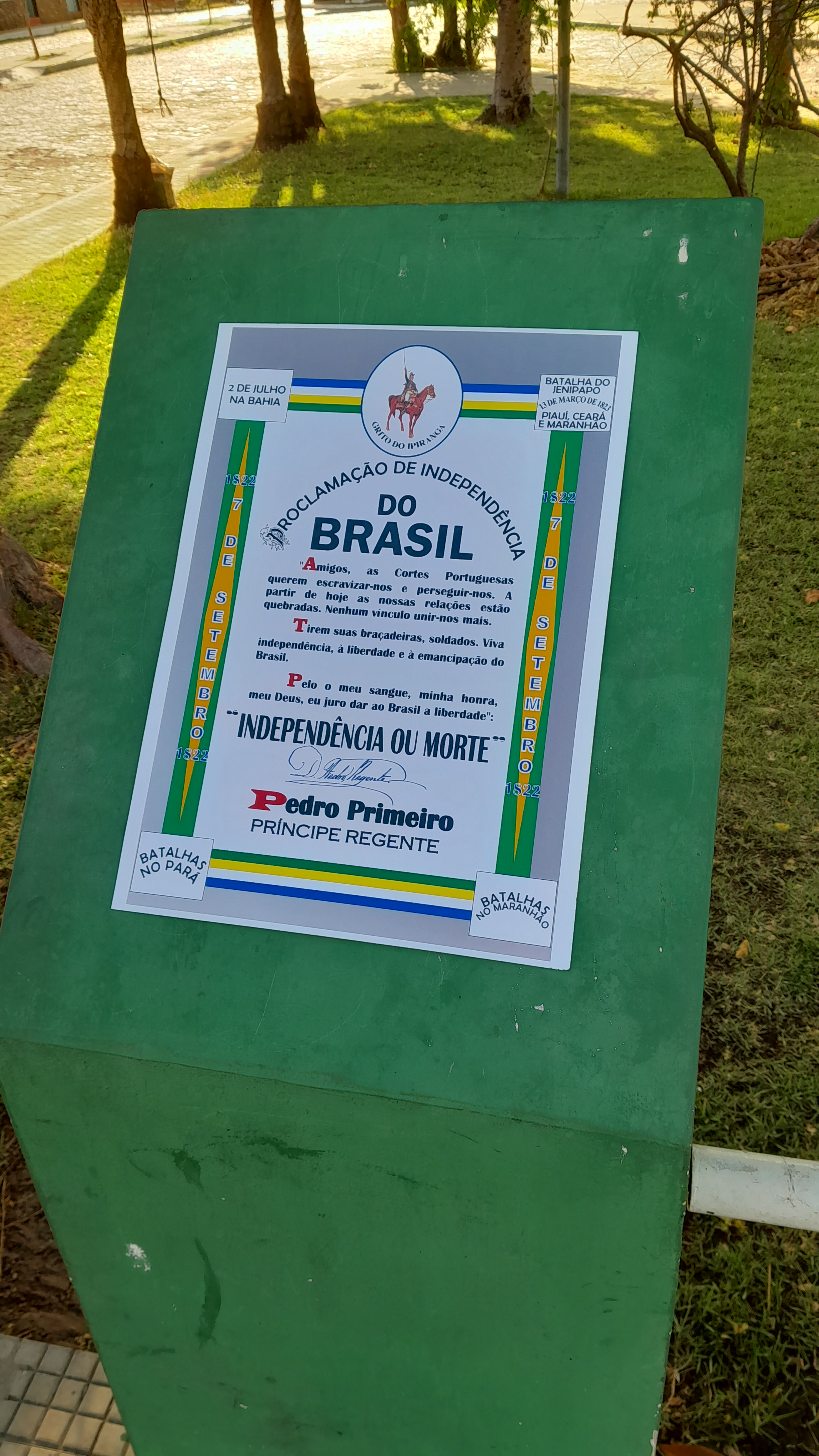
Placa con el grito de ipiranga en una plaza brasileña.

Se denomina Grito de Ypiranga o Grito de Ipiranga (por Ipiranga, São Paulo) a la declaración de la independencia de Brasil realizada por el entonces príncipe portugués Pedro I de Brasil el 7 de septiembre de 1822.
Pedro I había quedado como regente de Brasil tras el fin de las Guerras Napoleónicas y la consecuente vuelta del rey Juan VI a Portugal. Los privilegios que había ganado Brasil mientras acogía a la exiliada casa real desaparecieron con ello, forjándose una alianza entre Pedro I, el nacionalismo brasileño y los sectores progresistas en Portugal. Tras recibir en Ipiranga correos de Portugal informándole de que las cortes pretendían mantener las relaciones coloniales, Pedro I se rebeló abiertamente, la historia cuenta que desenvainó su espada y exclamó: "¡Independencia o muerte!".